# آل ثورنتون
آل ثورنتون (بالإنجليزية: Al Thornton)‏ مواليد 7 ديسمبر 1983 في بيري، هو لاعب كرة سلة أمريكي معتزل بدأ مسيرته الاحترافية في سنة 2007 حيث تم اختياره من قبل فريق لوس أنجلوس كليبرز خلال الدرافت. يبلغ طوله 6 قدم 8 بوصة (2.0 م).

## فرق لعب لها
- لوس أنجلوس كليبرز
- واشنطن ويزاردز
- غولدن ستايت ووريورز

## إحصائيات المسيرة

### الموسم الاعتيادي
| السنة   | الفريق              | لعب | بدأ | دقيقة | ميداني% | ثلاثية | حرة  | ارتداد | صنع | استلاب | تصدي | نقطة |
| ------- | ------------------- | --- | --- | ----- | ------- | ------ | ---- | ------ | --- | ------ | ---- | ---- |
| 2007–08 | لوس أنجلوس كليبرز   | 79  | 31  | 27.3  | .429    | .331   | .743 | 4.5    | 1.2 | .6     | .5   | 12.7 |
| 2008–09 | لوس أنجلوس كليبرز   | 71  | 67  | 37.4  | .446    | .253   | .754 | 5.2    | 1.5 | .8     | .9   | 16.8 |
| 2009–10 | لوس أنجلوس كليبرز   | 51  | 30  | 27.5  | .478    | .357   | .741 | 3.8    | 1.2 | .5     | .4   | 10.7 |
| 2009–10 | واشنطن ويزاردز      | 24  | 16  | 28.1  | .463    | .353   | .694 | 4.3    | 1.2 | .8     | .5   | 10.7 |
| 2010–11 | واشنطن ويزاردز      | 49  | 23  | 21.8  | .471    | .160   | .757 | 3.2    | 1.0 | .6     | .2   | 8.0  |
| 2010–11 | غولدن ستايت ووريورز | 22  | 0   | 14.3  | .490    | .000   | .829 | 2.6    | .5  | .3     | .1   | 6.0  |
| المسيرة | المسيرة             | 296 | 167 | 28.0  | .452    | .293   | .747 | 4.2    | 1.2 | .6     | .5   | 11.9 |

## روابط خارجية
- آل ثورنتون على موقع إن بي أي (الإنجليزية)
- آل ثورنتون على موقع سبورتس رفرنس (الإنجليزية)
- آل ثورنتون على موقع كرة السلة الأوروبية.كوم (الإنجليزية)
- آل ثورنتون على موقع DraftExpress.com (الإنجليزية)
- آل ثورنتون على موقع كلية كرة السلة في سبورتس رفرنس.كوم (الإنجليزية)
- آل ثورنتون على موقع ريلجم (الإنجليزية)
- آل ثورنتون على موقع بروبوليرز (الإنجليزية)